# Роллингстон (город, Миннесота)
Роллингстон (англ. Rollingstone) — город в округе Уинона, штат Миннесота, США. На площади 1,2 км² (1,2 км² — суша, водоёмов нет), согласно переписи 2002 года, проживают 697 человек. Плотность населения составляет 590 чел./км².
- Телефонный код города — 507
- Почтовый индекс — 55969
- FIPS-код города — 27-55276[1]
- GNIS-идентификатор — 0650233[2]